# The Apple Stretching
«The Apple Stretching» (español: La manzana se extiende) es el segundo sencillo del álbum de Grace Jones Living My Life, su tercer y último disco grabado en el famoso Compass Point Studios en Nassau, Bahamas.
La canción fue lanzada con dos caras, teniendo a "Nipple to the Bottle" en el reverso. Ambas canciones tomaron crédito en varios países. El sencillo editado de "The Apple Stretching" era más bien poco inspirada - la versión del álbum se acortó a los 3:33 - y el resultado fue una total exclusión de las listas de música del mundo. "The Apple Stretching" se lanzó simultáneamente en una versión de 12", con duración 8:40. Incluía un omitido (en el álbum), el segundo verso de la canción, donde Grace canta junto con un bajo sólo a lo largo de la percusión funk. Esta versión sigue siendo inédita en CD.

## Versión
En el video de la canción "Demolition Man" varias personas marchan con máscaras de Jones. Las fotos de este video se utilizaron para la versión de "The Apple Stretching" y "Nipple to the Bottle".

## Lista de canciones
- UK Vinyl, 7"  (WIP 6779)[1]

1. The Apple Stretching
2. Nipple to the Bottle

- UK Vinyl, 7", Picture Disc  (PWIP 6779)[2]

1. The Apple Stretching
2. Nipple to the Bottle (Otra Versión)

- GE Vinyl, 12"  (600 687)[3]

1. The Apple Stretching (8:40)
2. Nipple to the Bottle (6:59)

- UK Vinyl, 12"  (12WIP 6779)[4]

1. The Apple Stretching (8:40)
2. Nipple to the Bottle (6:59)

- UK Vinyl, 12"  (12WIP 6779)[5]

1. Nipple to the Bottle (Otra Versión) (6:59)
2. The Apple Stretching (8:40)

- Netherlands Vinyl, 12" (600.687)[6]

1. Nipple to the Bottle (6:59)
2. The Apple Stretching (8:40)

## Listas musicales
| Lista musical (1977) | Posición |
| -------------------- | -------- |
| UK Singles Chart     | 50       |